# Antonio Banderas
José Antonio Domínguez Bandera (Málaga, 10 de agosto de 1960) é um ator, produtor, cantor e diretor de cinema espanhol.

## Biografia
Foi casado durante 18 anos com a também atriz Melanie Griffith, separando-se através de um processo de divórcio amigável. Eles se conheceram durante as filmagens de Quero Dizer que te Amo e tiveram uma filha, Stella, nascida em 24 de setembro de 1996.
É amigo íntimo do Pedro Almodóvar e esteve em vários filmes do diretor, como Matador, Ata-me!, Mujeres al borde de un ataque de nervios e La ley del deseo, entre outros. Só depois de atuar em vários filmes europeus é que o ator estreou em filmes comerciais dos Estados Unidos, como A Máscara do Zorro e outros filmes de ação, se tornando o ator espanhol mais famoso do cinema mundial.
Estreou na direção com Loucos do Alabama, em 1999 e em 2020 foi indicado ao Oscar por sua atuação em Dor e Glória.
Tem uma marca de perfumes e fragrâncias com o seu nome, gerenciada pela companhia de moda e perfumes Puig.

## Filmografia

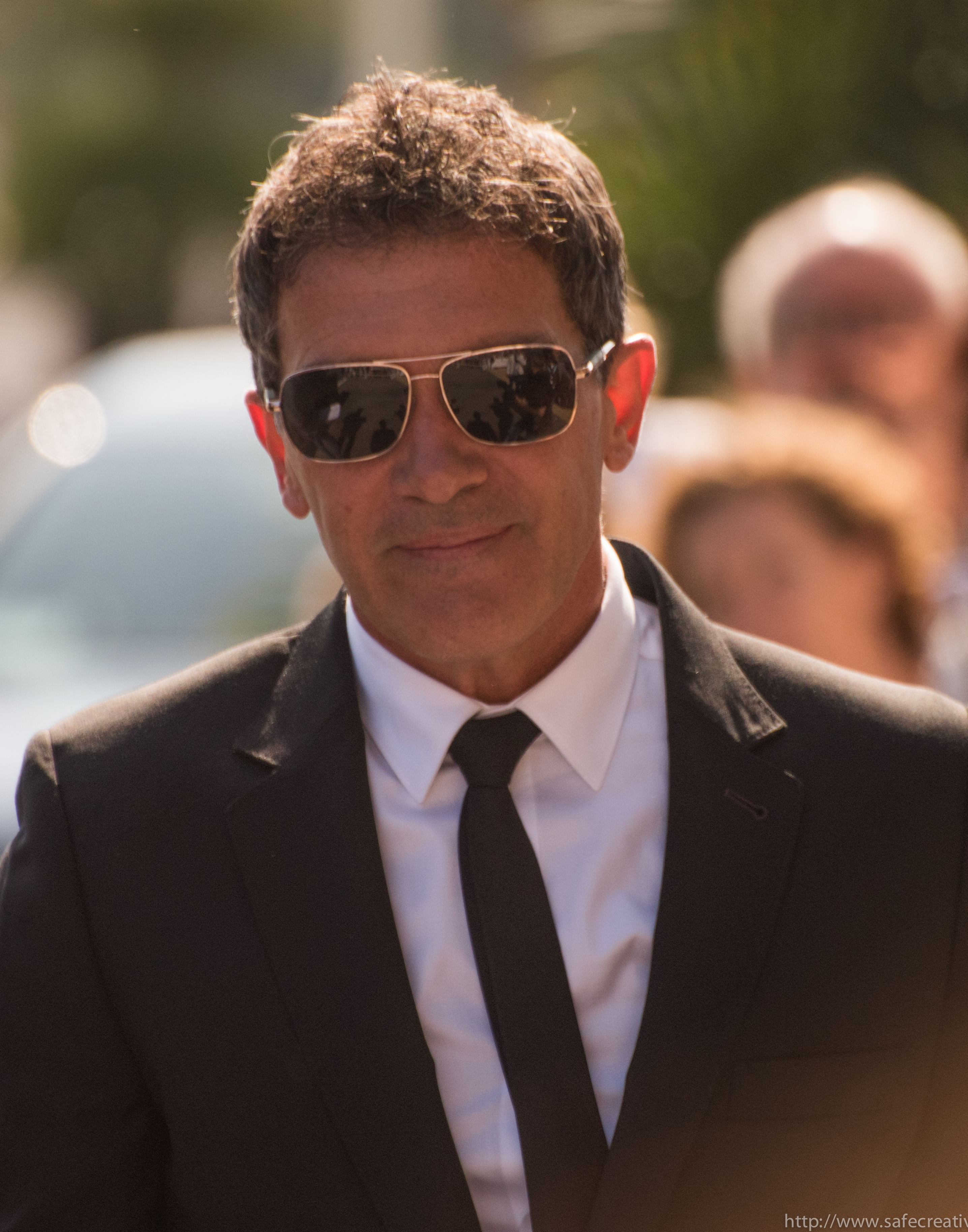
Banderas em 2017.

### Como ator
- 1982 - Laberinto de pasiones
- 1982 - Pestañas postizas
- 1983 - El caso Almeria
- 1983 - El Señor Galíndez
- 1983 - Y del seguro… líbranos señor!
- 1984 - Los zancos
- 1985 - La corte de faraón
- 1985 - Requiém por un campesino español
- 1986 - Matador
- 1986 - 27 horas (O jogo da vida)
- 1986 - Así como habían sido
- 1986 - Delirios de amor
- 1986 - The Puzzle
- 1987 - A lei do desejo
- 1987 - El placer de matar (O prazer de matar)
- 1988 - Mulheres à beira de um ataque de nervos
- 1988 - Bajarse al moro
- 1988 - Bâton Rouge
- 1989 - El acto
- 1989 - La blanca paloma
- 1989 - Si te dicen que caí
- 1990 - Contra el viento
- 1990 - Ata-me!
- 1990 - La otra historia de Rosendo Juárez (As faces do crime) (TV)
- 1991 - Na cama com Madonna
- 1991 - Terra Nova
- 1992 - Os reis do mambo
- 1992 - Una mujer bajo la lluvia
- 1993 - Dispara!
- 1993 - Il Giovane Mussolini
- 1993 - Filadélfia
- 1993 - A casa dos espíritos
- 1994 - Entrevista com o Vampiro
- 1994 - De amor e de sombras
- 1995 - Assassinos
- 1995 - A balada do pistoleiro
- 1995 - Grande Hotel
- 1995 - Casos e casamentos
- 1995 - Nunca fale com estranhos
- 1996 - 007(filme)
- 1996 - Quero dizer que te amo
- 1998 - A máscara do Zorro
- 1999 - Por uma boa briga
- 1999 - O 13º guerreiro
- 1999 - Prenda-me se puderes
- 2001 - Pecado original
- 2001 - Pequenos espiões
- 2001 - O corpo
- 2002 - Dupla explosiva
- 2002 - Femme Fatale
- 2002 - Frida
- 2002 - Pequenos espiões 2 - A Ilha dos Sonhos Perdidos
- 2003 - And Starring Pancho Villa (E estrelando Pancho Villa ) (TV)
- 2003 - Visões
- 2003 - Era uma vez no México
- 2003 - Pequenos espiões 3
- 2004 - Shrek 2 (voz)
- 2005 - A lenda do Zorro
- 2006 - Cidade do Silêncio
- 2006 - Vem dançar
- 2007 - Shrek Terceiro (voz)
- 2008 - Mais do que você imagina
- 2009 - Jogo entre ladrões
- 2010 - Shrek 4 (voz)
- 2010 - Você vai conhecer o homem dos seus sonhos
- 2010 - Morte Por Encomenda
- 2011 - A Pele que Habito
- 2011 - O Gato de Botas (voz)
- 2011 -  A Toda Prova
- 2011 - Black Gold
- 2012 - Ruby Sparks
- 2013 - Machete Kills
- 2013 - Los amantes pasajeros
- 2014 - Os Mercenários 3
- 2014 - Automata
- 2015 - Os 33
- 2015 - Knight of Cups
- 2015 - Bob Esponja:Um Herói Fora D'Água
- 2016 - Altamira
- 2017- Segurança em Risco
- 2017- Assassinos Múltiplos
- 2017 - Alvo Triplo
- 2017 - Borboleta Negra
- 2019 - Dolor y Gloria
- 2019 - The Laundromat
- 2020 - The New Mutants
- 2022 - Uncharted (filme)
- 2023 - Gato de Botas: O último pedido (voz)
- 2024 - Babygirl

### Como diretor
- 1999 - Loucos do Alabama
- 2005 - El camino de los ingleses
- 2007 - Ticas de la pumba la pumba

## Prêmios e Indicações

#### Oscar
| Ano  | Categoria   | Indicação      | Notas    |
| ---- | ----------- | -------------- | -------- |
| 2020 | Melhor Ator | Dolor y gloria | Indicado |

#### Globo de Ouro
| Ano  | Categoria                                  | Indicação                            | Notas    |
| ---- | ------------------------------------------ | ------------------------------------ | -------- |
| 1997 | Melhor Ator em Cinema - Comédia ou Musical | Evita                                | Indicado |
| 1999 | Melhor Ator em Cinema - Comédia ou Musical | The Mask of Zorro                    | Indicado |
| 2004 | Melhor Ator em Minissérie ou Telefilme     | And Starring Pancho Villa as Himself | Indicado |
| 2019 | Melhor Ator em Minissérie ou Telefilme     | Genius: Picasso                      | Indicado |
| 2020 | Melhor Ator em Cinema - Drama              | Dolor y Gloria                       | Indicado |

#### Emmy Awards
| Ano  | Categoria                              | Indicação                            | Notas    |
| ---- | -------------------------------------- | ------------------------------------ | -------- |
| 2004 | Melhor Ator em Minissérie ou Telefilme | And Starring Pancho Villa as Himself | Indicado |
| 2018 | Melhor Ator em Minissérie ou Telefilme | Genius: Picasso                      | Indicado |

#### SAG Awards
| Ano  | Categoria                              | Indicação       | Notas    |
| ---- | -------------------------------------- | --------------- | -------- |
| 2019 | Melhor Ator em Minissérie ou Telefilme | Genius: Picasso | Indicado |

#### Critics' Choice Movie Awards
| Ano  | Categoria   | Indicação      | Notas    |
| ---- | ----------- | -------------- | -------- |
| 2020 | Melhor Ator | Dolor y Gloria | Indicado |

#### Festival de Cannes
| Ano  | Categoria                         | Indicação      | Notas  |
| ---- | --------------------------------- | -------------- | ------ |
| 2019 | Prêmio de Interpretação Masculina | Dolor y Gloria | Venceu |